# Alberto Zorzi (cavaliere)
Alberto Zorzi (Padova, 16 febbraio 1989) è un cavaliere italiano.
Rappresenta i colori della nazionale italiana e della scuderia Stal Tops.

## Carriera
Nel 2007 partecipa con la cavalla Maja ai Campionati Europei Juniores ad Anversa sia nella gara individuale sia nella coppa delle nazioni vestendo i colori italiani.
Nel 2010, in sella a Carlotta, rappresenta la squadra nazionale Young Riders ai Campionati Europei in Francia. L’anno seguente, nonché suo primo anno da Senior, partecipa ad una Coppa delle Nazioni Seniores che si discute ad Atene, in cui trionfa la squadra azzurra.
Nel 2015 diventa cavaliere della scuderia Stal Tops di proprietà dell'ex cavaliere olimpico e commerciante di cavalli Jan Tops.
Nel 2017 vince insieme alla squadra italiana la coppa delle nazioni di Roma e il suo primo Gran Premio del Longines Global Champions Tour durante la tappa di Monte Carlo. Sempre lo stesso anno, in sella a Cornetto K, si piazza al quarto posto ai Campionati Europei tenutesi a Göteborg e si aggiudica il Gran Premio di Londra, tappa del FEI World Cup insieme alla cavalla Contanga 3.
Nel 2018 arriva la vittoria del Gran Premio di Berlino del LGCT con Fair Light van T Heike, il secondo posto nel Gran Premio di Monaco del LGCT sempre con la stessa cavalla e il terzo posto nel Gran Premio del LGCT a Chantilly in sella a Contaga 3. Finisce la stagione 2018 del LGCT al quarto posto. Si piazza al secondo posto nel Grand Premio del Longines Master di Parigi.